# Matt Forté
Pour les articles homonymes, voir Forté.
(en) Statistiques sur pro-football-reference
Matthew Garrett Forté, né le 10 décembre 1985 à Lac Charles (Louisiane), est un joueur américain de football américain évoluant au poste de running back.
Étudiant à l'Université Tulane, il joue pour la Tulane Green Wave.
Il est drafté en 2008 à la 44e place (deuxième tour) par les Bears de Chicago.
Lors de la saison 2014, Forté bat le record du nombre de réceptions en une saison pour un running back avec 102. Le record était détenu par Larry Centers et est battu lors de la saison 2018 par Christian McCaffrey. Forté est l'un des trois running backs de l'histoire de la NFL à dépasser 100 réceptions et 1 000 yards à la course en une saison (avec McCaffrey et LaDainian Tomlinson).